# Lynn Canyon Suspension Bridge

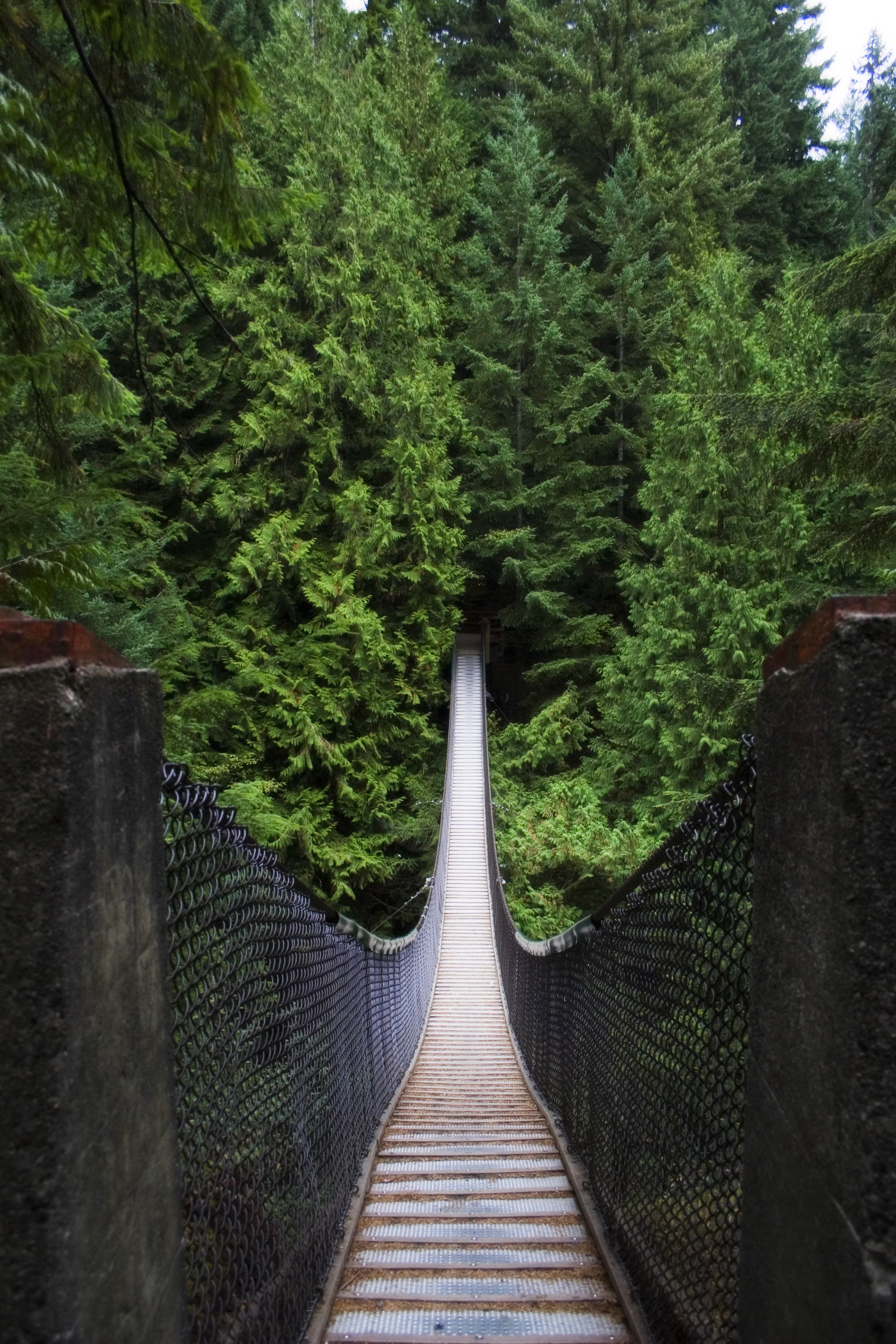
Lynn Canyon Suspension Bridge

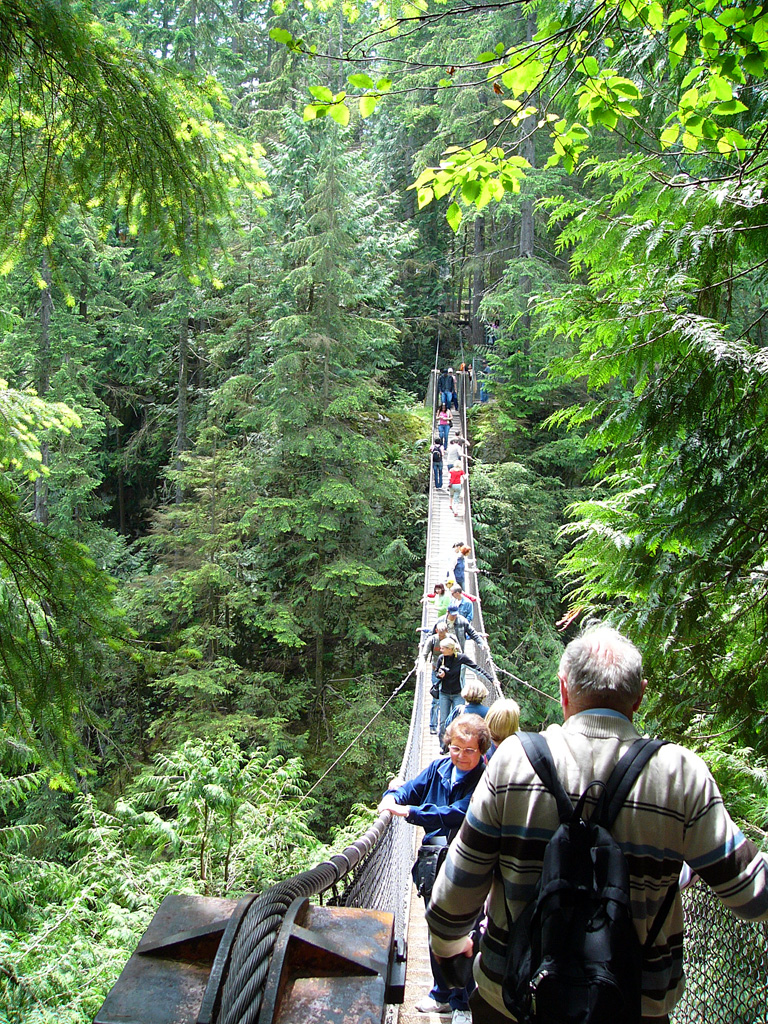
Lynn Canyon Suspension Bridge

Die Lynn Canyon Suspension Bridge ist eine frei schwingende Seilbrücke für Fußgänger innerhalb des öffentlichen Lynn Canyon Park in North Vancouver, British Columbia, Kanada. Sie befindet sich rund 50 Meter (166 feet) über dem Talgrund und wurde im Jahr 1912 von privater Seite errichtet. Mit einer Gesamtlänge von 48 Metern überspannt sie den Lynn Creek. Sie besteht aus in der Erde verankerten Stahlseilen und Holzplanken.
Die kostenlos begehbare Brücke inmitten von 249 Hektar (616 acres) üppig bewachsenen Regenwaldes verbindet die ausgedehnten Wanderwege auf beiden Seiten des Canyons und ist Teil des Baden-Powell-Trail, der nach dem Gründer der weltweiten Pfadfinderbewegung, Lord Baden-Powell, benannt wurde. In früheren Zeiten wurden zehn Cent (CAD) Brückenzoll erhoben, die der Erhaltung des Brückenzustandes zugutekamen.
Nicht weit von der Brücke entfernt befinden sich ein Picknick-Bereich und das seit 1971 bestehende Lynn Canyon Ecology Centre. Brücke und Park werden gern von Familien, Schulklassen, Wanderern und Sightseeing-Touristen besucht.
Von der Brücke aus flussaufwärts lässt sich nach etwa zehn Minuten Fußweg der so genannte 30 Foot Pool erreichen, dessen smaragdgrünes, kristallklares, kaltes Wasser speziell im Sommer einen sehr populären Anziehungspunkt für Besucher darstellt. Vom Parkplatz aus berechnet ist der Pool etwa fünfzehn Minuten entfernt. Schwimmen ist dort möglich, die Wassertemperaturen eignen sich jedoch nur für abgehärtete Naturen.
Ebenfalls gut zu erreichen sind die flussabwärts etwa zwanzig Minuten entfernten Twin Falls, über die eine Holzbrücke geführt ist. Der Twin Falls Loop beschreibt einen 40-minütigen Rundwanderweg, der vom Parkplatz über die Seilbrücke, zu den Wasserfällen, zu deren überquerender Holzbrücke und zurück zum Parkplatz führt.
Für Sightseeing-Trips mit begrenztem Zeitkontingent lassen sich die lokalen Highlights Capilano Suspension Bridge, Lynn Canyon Suspension Bridge und Grouse Mountain gut miteinander verbinden.
Längere Wanderwege führen unter anderem zum nördlich gelegenen Lynn Headwaters Regional Park sowie zum südlich gelegenen Inter River Park und zum östlich gelegenen Lower Seymour Conservation Reserve. Letzteres war früher unter dem Namen Seyour Demonstration Forest bekannt.

## Veranstaltungen

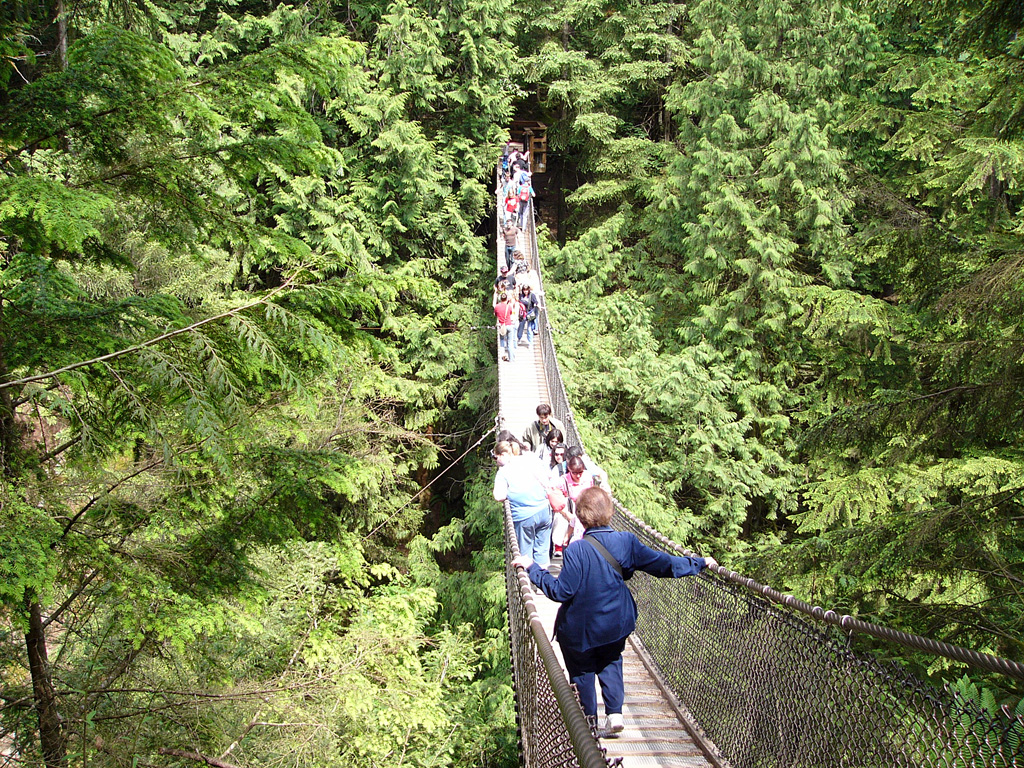
Lynn Canyon Suspension Bridge

Es werden zahlreiche Veranstaltungen angeboten, die sich sowohl an Kinder ab 3 Jahren, an Jugendlichen- und Erwachsenengruppen sowie Grund- und Mittelschulklassen richten. Einige sind kostenpflichtig und müssen vorab gebucht werden, während andere keine Anmeldung erfordern und es dem Teilnehmer obliegt, die Höhe einer kleinen Spende (donation) selbst zu bemessen.